# Coelomera ruficollis
Coelomera ruficollis là một loài bọ cánh cứng trong họ Chrysomelidae. Loài này được Olivier miêu tả khoa học năm 1791.